# Mount Vernon (Maine)
Pour les articles homonymes, voir Mount Vernon (homonymie).
Mount Vernon est une ville américaine située dans le Comté de Kennebec, dans le Maine. Selon le recensement de 2020, sa population est de 1 721 habitants.